# Rubus ohtakiensis
Rubus ohtakiensis är en rosväxtart som beskrevs av Naruhashi. Rubus ohtakiensis ingår i släktet rubusar, och familjen rosväxter. Inga underarter finns listade i Catalogue of Life.